# Камондо степенице
Камондо степенице (тур. Kamondo Merdivenleri) су степенице у стилу сецесије које повезују улицу Банкалар и улицу Банкер у округу Галата Истанбулу, Турска.
Лонли планет каже: „Вијугаве степенице Камондо из 18. века, један од најистакнутијих делова урбаног дизајна дистрикта Бејоглу, простиру се јужно од улице Карт Цинар Сокака.“

## Историја
Степенице, изграђене око 1850. године, изградила је породица Сефардских Јевреја Камондо, једна од најважнијих банкарских породица Отоманског царства, у име Абрахама Саломона Камонда. У време када су степенице изграђене, улица Банкер је била позната и као улица Камондо.
Дизајниране су као мешавина необарокног и раног стила сецесије, у облику плетенице, изграђене су као пречица за Камонда да стигне од своје куће до улице Банкалар, где се налазило његово радно место, и да његова деца која су учила аустријску средњу школу, да лакше стижу до школе. Верује се да је хексагонални облик дизајниран да спречи децу да се падну низ степенице ако се оклизну.
Њихова изградња је завршена 1879. године, а француски левантски архитекта Рајмондо Д'Аронко био је одговоран за њихов еклектичан дизајн. Степенице су направљене од камена и имају јединствену архитектуру која комбинује источњачке и западне утицаје. Велико степениште је обогаћено декоративним детаљима, укључујући скулптуре, стубове, фино изрезбарене капителе и китњасте балконе.